# Пулькин, Василий Андреевич

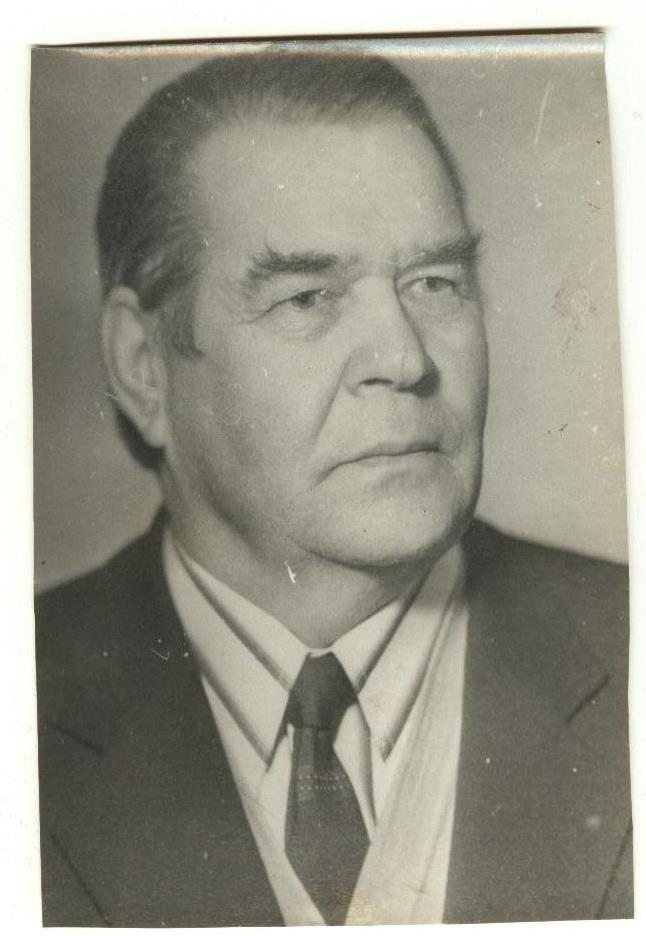

Васи́лий Андре́евич Пу́лькин (1 января 1922, деревня Нюрговичи, Череповецкая губерния — 9 апреля 1986, г. Кировск (Ленинградская область)) — вепсский писатель, литератор, педагог.

## Биография
Родился в крестьянской семье. Окончил школу фабрично-заводского обучения в г. Тихвин, затем — педагогический техникум, работал учителем в школе.
Участник Великой Отечественной войны, миномётчик. Победу встретил в Будапеште.
В 1950-е возглавлял колхоз «Авангард» в Капшинском районе Ленинградской области, работал секретарём районного комитета КПСС.
В 1970-80-е жил в Кировске, работал преподавателем, директором ПТУ.
Похоронен на кладбище Кировска.

## Творчество
В зрелом возрасте обратился к писательскому труду. В середине 1970-х в тихвинской районной газете «Трудовая слава» напечатаны первые публицистические произведения, рассказывающие о жизни капшинских колхозников в середине 1950-х.
В 1981 году в журнале «Север» (№ 11-12) была опубликована первая повесть В. А. Пулькина «Азбука детства», в 1983 году она вышла отдельной книгой в издательстве «Карелия».
Вслед за ней увидели свет ещё две повести: «Глубокие воды Корбярви» (1985) и «Возвращение в сказку» (1986).
Произведения посвящены жизни вепсской деревни. Вепсская культура, не имеющая письменности, веками жила устной памятью. Эта традиция органически входит в творчество Василия Пулькина. События далёкого и недавнего прошлого вепсов он восстанавливает по рассказам родных, близких, односельчан.

## Память
10 апреля 2016 года, в деревне Пашозеро Тихвинского района Ленинградской области — что на берегу одноимённого озера — на здании школы открыта памятная доска, посвященная Василию Андреевичу Пулькину.
В. А. Пулькин, был директором совхоза и местной школы, потом работал в г. Кировске, Ленинградской области, где и похоронен.